# Ceasov Iar
Ceasov Iar sau Ciasov Iar,  transliterat Ceasiv Iar din toponimul ucrainean Часів Яр, este un oraș din regiunea Donețk, Ucraina, situat în raionul Bahmut, pe canalul Donețul de Nord - Donbas. Întemeiat la sfârșitul secolului al XIX-lea, oraș din 1938. În oraș se află un combinat de materiale refractare,  uzina „Gidrojelezobeton”, cariere pentru extracția argilelor refractare, nisipului de turnătorie. Conform recensământului din 2001, populația orașului era de 16.767 de persoane, dintre care 52,39% au declarat că limba maternă este ucraineană, 46,62% - rusă, 0,16% - armeană, 0,14% - țigană, 0,10% - belarusă, 0,06% - moldovenească, 0,01% - limbi greacă, găgăuză și germană. Pe 9 iulie 2022, gara și 2 blocuri cu apartamente cu 4 etaje din oraș au fost parțial distruse de rachetele balistice Iskander ale armatei ruse, acest atac al rușilor s-a soldat cu circa 48 de morți.

## Geografia
Este situat la încrucișarea canalului Donețul de Nord - Donbass și căii ferate Kramatorsk - Bahmut, la 18 km vest de centrul raional Bahmut, la 81 km de centrul regional Donețk și la 674 km de Kiev. Suprafața orașului este ondulată. Temperatura medie în ianuarie este de -6,4°, în iulie +21,9°. Nivelul precipitațiilor medii anuale depășește 500 mm.

## Toponimia
Numele orașului Ceasov Iar ("Часов Яр" = Râpă lui Ceas) provine de la prenumele moșierului Ceas ("Час"), pe moșia căruia, într-o râpă ("Яр"), s-au descoperit zăcăminte de argile refractare (rezistente la foc). Ulterior, numele locului a fost luat de gară și satul de lângă ea, și ulterior de orașul care s-a dezvoltat din această sat.

## Principalele repere ale istoriei
- 1876 —  A fost întemeiată localitatea Ceasov Iar în legătură cu exploatarea zăcămintelor de argile refractare.

- 1887 — A fost construită prima uzină de materiale refractare.

- 1889-1892 —  Au fost puse în funcțiune încă 2 uzine de materiale refractare.

- 1917—1921 —  În timpul revoluției ucrainene, puterea din Ceasov Iar s-a schimbat de mai multe ori.

- 1925—1934   —  A fost construită o uzină de argilă refractară, o uzină specializată de șamotă "S. Ordjonikidze".

- 1938 —  localității i s-a acordat statutul de oraș.

- 21 octombrie 1941 — 5 septembrie 1943 —  orașul Ceasov Iar a fost  ocupat de trupele germane.

- 1950 —  uzinele din Ceasov Iar au fuzionat într-o singură întreprindere.

- 1957 — A fost dată în funcțiune uzina "Ghidrojelezobeton".[6][8]

## Invazia rusă în Ucraina (2022)
[[ File:Russian_Occupation_of_Donetsk_Oblast.svg|thumb|left|The burning {{ill|Chasiv Yar railway station|lt=railway station|uk| Harta care arată zonele ocupate de armata rusă din regiunea Donețk (1 Mai 2024)
      Teritoriu ocupat de ruși
      Eliberat de ucraineni
      Neocupat de ruși 
      Teritoriu controlat de separatiștii din "DPR" din 7 aprilie 2014}]].

The burning ill|Chasiv Yar railway station|lt=railway station|uk| Harta care arată zonele ocupate de armata rusă din regiunea Donețk (1 Mai 2024)
Teritoriu ocupat de ruși
Eliberat de ucraineni
Neocupat de ruși
Teritoriu controlat de separatiștii din "DPR" din 7 aprilie 2014}

După izbucnirea războiului din estul Ucrainei în perioada 2014-2022, spitalul mobil militar nr. 65 al Forțelor Armate ale Ucrainei a fost mutat în oraș.
La 9 iulie 2022, bombardamentele rusești asupra orașului au distrus gara și parțial două clădiri de patru etaje. Potrivit datelor preliminare, atacul a fost efectuat cu rachete balistice Iskander. Una dintre clădirile lovite de ocupanții ruși a fost un dormitor în care erau cazați civili. Două intrări au fost complet distruse. Operațiunile de salvare și căutare s-au încheiat în dimineața zilei de 14 iulie 2022. Din dărâmături au fost recuperate 48 de cadavre, inclusiv un copil. Salvatorii au reușit să salveze 9 victime.
Războiul a făcut ca populația orașului să scadă de 15 ori. În martie 2024, în Ceasov Iar locuiau aproximativ 790 de persoane. Cei mai mulți dintre ei sunt pensionari care refuză să fie evacuați. Restul populației sunt  persoane strămutate în interiorul țării.

## Personalități născute aici
- Iosif Kobzon (1937 - 2018), cântăreț rus.